# Meu Sonho de Criança
Meu Sonho De Criança é o segundo álbum de estúdio solo da cantora e apresentadora, Priscilla.
O segundo CD de Priscilla foi enviado para a fábrica na tarde da quarta-feira (dia 9 de fevereiro de 2010). O álbum, intitulado "Meu Sonho De Criança", teve seu lançamento no dia 26 de fevereiro de 2010.
No repertório, dez faixas que evangelizam de forma educativa, priorizando uma linguagem simples e objetiva.
Os temas abordam questões do cotidiano das crianças, como comportamento na escola, relacionamento com os amigos, sonhos para o futuro, entre outros.
Também são destacadas as histórias bíblicas da "Arca de Noé" e de "Sadraque", "Mesaque" e "Abdenego".
A produção musical fica por conta de Beto Fonseca, pai da cantora, e Hamilton de Oliveira.
Destaque para as faixas "Meu Sonho de Criança", escolhida para ser a primeira música de trabalho, e "Passa o Tempo". As duas canções são assinadas por Jessé Ferreira, autor de mais seis faixas do repertório.
Para divulgar o novo álbum, Priscilla tem investido cada vez mais na participação em programas de TV.
A cantora já marcou presença em atrações da Rede TV e da Rede Gospel, além da Rit TV, onde gravou o programa "Zig Zag", no sábado (dia 13 de fevereiro de 2010).

## Faixas
1. Passa o Tempo
2. Meu Sonho de Criança
3. A Escola
4. A Turma da Alegria
5. O Macaquinho Pula Pula
6. Sorria Sem Parar
7. Três Jovens Fieis
8. O Pulo do Gato
9. A Arca de Noé
10. Como É Bom Ser Criança